# Fanny Churberg
Fanny Maria Churberg (født 12. december 1845 i Vaasa, død 10. maj 1892 i Helsinki) var en finsk kunstmaler.
Hun virkede i en forholdsvis kort årrække og døde som blot 46-årig.
Hun var med til at grundlægge Suomen Käsityön Ystävät (sv) (Foreningen Finske Håndværksvenner). Hendes genre var hovedsagligt landskabsmaleriet.

## Biografi
Hendes far, Mathias Churberg, var læge og hendes mor Maria var præstedatter. Fanny var den tredje af en søskendeflok på syv. Fire af hendes søskende døde som små, og Fanny voksede op med to brødre, Torsten og Waldemar Churberg (fi).
Da Fanny var 12 år gammel, døde hendes mor. 
Fanny modtog i 1965 sin første malerundervisning fra Alexandra Frosterus-Såltin (sv) i Helsinki og dernæst Emma Gyldéns og Berndt Lindholms. Senere studerede hun i Düsseldorf som privatelev hos landskabsmaleren Carl Ludwig.
Hun udstillede for første gang sine malerier i 1869.
Hun studerede hos Wilhelm von Gegerfelt i Paris. Det var ligeledes til verdensudstillingen i Paris, Fannys interesse for håndarbejde blev vakt.
I 1879 vandt hun en pris fra den finske kunstforening.
Fanny var med til at grundlægge Suomen Käsityön Ystävät (sv) (Foreningen Finske Håndværksvenner) i 1879. Et af målene med foreningen var at skabe national bevidsthed omkring og genoplive finske traditioner for tekstiler. Hun producerede omkring trehundrede værker inden hun i 1880 endeligt holdt op med at male. Senere begyndte Fanny at skrive i dagbladet Finland (avis) (fi) under signaturen y.

## Stil
Fanny Churbergs motiver er ofte naturlandskaber og derudover stilleben. Churberg er karakteriseret som "rå, hård og ujævn i sine værker, men også hensynsløs og livfuldt nærværende" og med påvirkning fra Dusseldorfer-skolen.
Hendes kunst med "ekspressive, hudløse strøg" er anset som forud for hendes tid. Hendes kunstværker betoner naturens kontraster kendetegnet ved kraftige farver og brug af lys.  Hun begyndte først at blive påskønnet som kunstner omkring 1920.

## Modtagelse
Fanny Churberg var ikke bredt anerkendt i sin samtid, og hun ses ikke meget i Danmark.
Enkelte malerier fra hendes hånd har dog været udstillet på Statens Museum for Kunst.
I 1983 var tre landskabsmalerier vist i museets udstilling 7 malerinder fra Finland, og hun var da kaldt "et spændende bekendtskab".
I 2024 indgik hendes Vinterlandskab fra 1878 i udstillingen Against All Odds – Historiske kvinder og nye algoritmer.

## Galleri
- Vinterlandskab, 1878
- Måneskind, studie i olie, 1878
- 1878
- Landskab fra Nyland, c. 1872

## Reference
1. ↑  Navnet er anført på svensk og stammer fra Wikidata hvor navnet endnu ikke findes på dansk.
2. ↑  Navnet er anført på bokmål og stammer fra Wikidata hvor navnet endnu ikke findes på dansk.
3. ↑  Navnet er anført på bokmål og stammer fra Wikidata hvor navnet endnu ikke findes på dansk.
4. ↑  Navnet er anført på svensk og stammer fra Wikidata hvor navnet endnu ikke findes på dansk.
5. ↑  Churberg, Fanny (1845-1892), kansallisbiografia.fi
6. 1 2 3 4 5 6 7 8 9 10  Målarinnor från Finland. Seitsemän Suomalaista Taitelijaan. (1981)
7. 1 2  Suomen Käsityön Ystävät, 2025
8. 1 2 3  Bent Irve (26. april 1983), "Sider af finsk kunst", Dagbladet Information, Wikidata Q131392348
9. ↑  Henriette Hellstern (31. august 2024), "Against All Odds på SMK: De utilbørlige har fået plads for en stund", Point of View International, Wikidata Q131392378
10. ↑  Fanny saa levätä puiden alla, 22.09.2012
11. ↑  Fanny Churberg – Niin kuin ei vielä kukaan nainen -juhlanäyttely. 12.11.2012 21:17
12. ↑  Emilie Boe Bierlich; Cecilie Høgsbro Østergaard, red. (31. august 2024), Against All Odds - Historiske kvinder og nye algoritmer, København: Statens Museum for Kunst, ISBN 978-87-7551-212-6, Wikidata  Q128934913